# Leon Schlumpf
Leon Schlumpf (Felsberg, 3 februari 1925 – Chur, 7 juli 2012) was een Zwitsers politicus voor de Zwitserse Volkspartij (SVP/UDC). Hij zetelde van 1980 tot 1987 in de Bondsraad. Hij was de vader van Eveline Widmer-Schlumpf, die later eveneens Bondsraadslid werd.

## Biografie

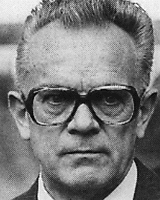
Leon Schlumpf.

Leon Schlumpf was afkomstig uit het kanton Graubünden en was van beroep advocaat. Hij sloot zich aan bij de Zwitserse Volkspartij (SVP/UDC). Hij was lid van de Regeringsraad van Graubünden van 1964 tot 1974 en beheerde het departement van Binnenlandse Zaken en Economie. Hij was van 1 januari tot 31 december 1969 en van 1 januari tot 31 december 1974 voorzitter van de Regeringsraad. Van 1966 tot 1979 zetelde hij ook in de Nationale Raad.
Op 5 december 1979 werd Schlumpf verkozen tot lid van de Bondsraad, als opvolger van Rudolf Gnägi. Hij zetelde tot 31 december 1987. Hij beheerde het Departement van Verkeer en Energie. In 1984 was hij bondspresident van Zwitserland.

## Trivia
Schlumpf speelde klavier bij een muziekkapel en nam in 2004 een cd met polkamuziek op.